# Opere di Gilles Deleuze
Questo è l'elenco delle opere e delle interviste di Gilles Deleuze (1925-1995), incluse le traduzioni italiane, laddove esistono.

## Opere
| Anno | Titolo originale | Traduzione italiana |  |
| ---- | --- | --- |  |
| 1945 | Description de la femme. Pour une philosophie d'Autrui sexuée, in Poésie 45, n. 28, 1945, pp. 28-39; in Lettres et autres textes (2015) | Descrizione della donna: per una filosofia d'altri sessuato, in Da Cristo alla borghesia e altri scritti (2010), pp. 65-77; Descrizione della donna: per una filosofia sessuata dell'Altro, in Lettere e altri testi (2021), pp. 275-89 |  |
| 1946 | Dires et profils, in Poésie 47, n. 28, 1946, pp. 68-78; in Lettres et autres textes (2015) | Detti e profili, in Da Cristo alla borghesia e altri scritti (2010), pp. 77-86; Parole e profili, in Lettere e altri testi (2021), pp. 303-16 |  |
|      | Du Christ à la bourgeoisie, in Espace, n. 1, 1946, pp. 93-106; in Lettres et autres textes (2015) | Da Cristo alla borghesia, in Da Cristo alla borghesia e altri scritti (2010), pp. 87-96; in Lettere e altri testi (2021), pp. 291-301 |  |
|      | Préface, in Jean Malfatti de Montereggio, Études sur la Mathèse, ou Anarchie et Hiérarchie de la science, Paris: Griffon d'Or, 1946; Mathèse, science et philosophie, in Lettres et autres textes (2015) | Mathesis, scienza e filosofia, in Millepiani, n. 8, 1996; in Da Cristo alla borghesia e altri scritti (2010), pp. 97-106; in Lettere e altri testi (2021), pp. 317-28 |  |
| 1947 | Préface, in Denis Diderot, La Religieuse, Paris: Marcel Daubin, 1947, pp. VII-XX; Introduction à "La Religieuse" de Diderot, in Lettres et autres textes (2015) | Introduzione a "La monaca" di Diderot, in Lettere e altri testi (2021), pp. 329-36 |  |
| 1952 | (con André Cresson), Hume. Sa vie, son œuvre, Paris: P.U.F., 1952, 132 pp. | |  |
| 1953 | Introduction, in Gilles Deleuze (a cura di), Instincts et institutions, Paris: Hachette, 1953, pp. VIII-XI; Instincts et institutions, in L'Île déserte et autres textes (2002) | in Istinti e istituzioni, a cura di Ubaldo Fadini e Katia Rossi, Milano: Mimesis, 2002; in L'isola deserta e altri scritti (2007), pp. 15-18 |  |
|      | Empirisme et subjectivité. Essai sur la nature humaine selon Hume, Paris: Press Universitaires de France, 1953, 152 pp. | Empirismo e soggettività. Saggio sulla natura umana secondo Hume, trad. di Marta Cavazza, Bologna: Cappelli, 1981, 151 pp.; n. ed. a cura di Adriano Vinale, Napoli: Cronopio, 2000, 178 pp.; n. ed. a cura di Filippo Domenicali, Napoli-Salerno: Orthotes, 2018, 189 pp. (con postfazione di Ubaldo Fadini) |  |
|      | Régis Jolivet, "Le problème de la mort chez M. Heidegger et J.-P. Sartre" (recensione), in Revue philosophique de la France et de l'étranger, vol. CXLIII, n. 1-3, janvier-mars 1953, pp. 107-08 | |  |
|      | K.E. Lögstrup, "Kierkegaard und Heideggers Existenzanalyse und ihr Verhältnis zur Verkündigung" (recensione), in Revue philosophique de la France et de l'étranger, vol. CXLIII, n. 1-3, janvier-mars 1953, pp. 108-09 | |  |
|      | Helmut Kuhn, "Encounter with Nothingness/Begegnung mit dem Nichts" (recensione), in Revue philosophique de la France et de l'étranger, vol. CXLIII, n. 1-3, janvier-mars 1953, p. 109 | |  |
|      | Bertrand Russell, "Macht und Persönlichkeit" (recensione), in Revue philosophique de la France et de l'étranger, vol. CXLIII, n. 1-3, janvier-mars 1953, pp. 135-36 | |  |
|      | Carl Jorgensen, "Two Commandments" (recensione), in Revue philosophique de la France et de l'étranger, vol. CXLIII, n. 1-3, janvier-mars 1953, pp. 138-39 | |  |
| 1954 | Darbon, "Philosophie de la volonté" (recensione), in Revue philosophique de la France et de l'étranger, vol. CXLIV, n. 4-6, avril-juin 1954, p. 283 | |  |
|      | Jean Hyppolite, "Logique et existence" (recensione), in Revue philosophique de la France et de l'étranger, vol. CXLIV, n. 7-9, juillet-septembre 1954, pp. 457-60; in L'Île déserte et autres textes (2002) | Jean Hyppolite, "Logica ed esistenza", in L'isola deserta e altri scritti (2007), pp. 10-14 |  |
| 1955 | Émile Leonard, "L'Illuminisme dans un protestantisme de constitution récente (Brésil)" (recensione), in Revue philosophique de la France et de l'étranger, vol. CXLV, n. 4-6, avril-juin 1955, p. 208 | |  |
|      | J.-P. Sartre, "Materialismus und Revolution" (recensione), in Revue philosophique de la France et de l'étranger, vol. CXLV, n. 4-6, avril-juin 1955, p. 237 | |  |
|      | Trois lectures: Bréhier, Lavelle et Le Senne, in Cahiers du Sud, XLII, 334, avril 1955, pp. 498-500; in Lettres et autres textes (2015) | Tre letture: Bréhier, Lavelle e Le Senne, in Lettere e altri testi (2021), pp. 121-24 |  |
| 1956 | Bergson 1859-1941, in Maurice Merleau-Ponty (a cura di), Les Philosophes célèbres, Paris: Éditions d'Art Lucien Mazenod, 1956, pp. 292-99; in L'Île déserte et autres textes (2002) | Bergson, in Il bergsonismo e altri saggi, trad. di Deborah Borca, Torino: Einaudi, 2001, pp. 109-25; Bergson (1859-1941), in L'isola deserta e altri scritti (2007), pp. 19-32 |  |
|      | La conception de la différence chez Bergson, in Les Études Bergsoniennes, IV, 1956, pp. 77-112; in L'Île déserte et autres textes (2002) | La concezione della differenza in Bergson, trad. Federica Sossi, in aut aut, n. 204, novembre-dicembre 1984, pp. 42-65; in Il bergsonismo e altri saggi, Torino: Einaudi, 2001; in L'isola deserta e altri scritti (2007), pp. 33-60 |  |
|      | "Descartes, l'homme et l'œuvre", par Ferdinand Alquié (recensione), in Cahiers du Sud, vol. XLIII, n. 337, octobre 1956, pp. 473-75; in Lettres et autres textes (2015) | in Da Cristo alla borghesia e altri scritti (2010), pp. 121-24; Ferdinand Alquié, "Cartesio, l'uomo e l'opera", in Lettere e altri testi (2021), pp. 129-32 |  |
|      | Ferdinand Alquié, "Philosophie du surréalisme" (recensione), in Les Études philosophique, XI, n. 2, avril-juin 1956, pp. 314-16; in Lettres et autres textes (2015) | Ferdinand Alquié, "Filosofia del surrealismo", in Lettere e altri testi (2021), pp. 125-28 |  |
| 1957 | Michel Bernard, "La Philosophie religieuse de Gabriel Marcel" (Étude critique) (recensione), in Revue philosophique de la France et de l'étranger, vol. CXLVII, n. 1-3, janvier-mars 1957, p. 105 | |  |
|      | curatela di Henri Bergson, Memoire et vie. Textes choisis, Paris: Presses Universitaires de France, 1957 | |  |
|      | Cours sur Hume (1957-1958), in Lettres et autres textes (2015) | Corso su Hume (1957-1958), in Lettere e altri testi (2021), pp. 133-84 |  |
| 1959 | Sens et valuers (sur Nietzsche), in Arguments, n. 15, 1959, pp. 20-28; rivisto in Nietzsche et la philosophie (1962) | |  |
| 1960 | Cours de M. Deleuze, Sorbonne 1959-1960: "Rousseau", Lecture notes in the archives of l'École Normale Supérieure de Saint-Cloud, series CI, n. 12167, 27 pp. | |  |
|      | Le grand rationnalisme. Athéisme de Spinoza, discussione radiofonica di gruppo della serie Analyse spectrale de l'Occident (durata 23'30"), in onda il 10 dicembre 1960, produzione di Serge Jouhet | |  |
| 1961 | De Sacher-Masoch au masochisme, in Arguments, n. 21, 1961, pp. 40-46; rivisto in Presentation de Sacher-Masoch (1967); in Lettres et autres textes (2015) | Da Sacher-Masoch al masochismo, in Lettere e altri testi (2021), pp. 185-98 |  |
|      | Lucrèce et le naturalisme, in Études philosophiques, n. 1, 1961, pp. 19-29; in appendice a Logique du sens (1969) | Lucrezio e il simulacro, in Logica del senso (1975), pp. 234-46 |  |
| 1962 | Nietzsche et la philosophie, Paris: Presses Universitaires de France, 1962, 232 pp., n. ed. ivi, 1997 | Nietzsche e la filosofia, trad. Salvatore Tassinari, Milano: Colportage, 1979, 290 pp. (con introduzione di Gianni Vattimo); Nietzsche e la filosofia, trad. Fabio Polidori, Milano: Feltrinelli, 1992, 271 pp.; Nietzsche e la filosofia e altri testi, trad. Fabio Polidori e Davide Tarizzo, Torino: Einaudi, 2002, XII-332 pp. [in appendice: Conversazione con Gilles Deleuze, di Jean-Noël Vuarnet e Pensiero nomade] |  |
|      | 250e anniversaire de la naissance de Rousseau. Jean-Jacques Rousseau, précurseur de Kafka, de Céline et de Ponge, in Arts, n. 872, 6-12 juin 1962, p. 3; in L'Île déserte et autres textes (2002) | Jean-Jacques Rousseau precursore di Kafka, Céline e Ponge, in L'isola deserta e altri scritti (2007), pp. 61-66 |  |
| 1963 | La Philosophie critique de Kant. Doctrine des facultés, Paris: Presses Universitaires de France, 1963, 103 pp. | La filosofia critica di Kant. Dottrina delle facoltà, trad. Marta Cavazza, Bologna: Cappelli, 1979, 150 pp. (con introduzione di Enrico M. Forni); n. ed. a cura di Antonella Moscati, Napoli: Cronopio, 1997, 127 pp.; n. ed. ivi, 2009, 124 pp.; n. ed. a cura di Filippo Domenicali, Napoli-Salerno: Orthotes, 2019, 145 pp. (con postfazione di Sandro Palazzo) |  |
|      | Mystère d'Ariane, in Bulletin de la Société français d'études nietzschéennes, mars 1963, pp. 12-15; in Philosophie, n. 17, hiver 1987, pp. 67-72; rivisto in Magazine littéraire n. 298, avril 1992, pp. 21-24; in Critique et clinique (1993) | Mistero di Arianna secondo Nietzsche, in Critica e clinica (1996), pp. 131-39 |  |
|      | Douleur et souffrance, discussione radiofonica della serie Recherche de notre temps (durata 40'), in onda il 3 aprile 1963 | |  |
|      | L'idée de genèse dans l'esthétique de Kant, in Revue d'esthétique, vol. 16, n. 2, avril-juin 1963, pp. 113-36; in L'Île déserte et autres textes (2002) | L'idea di genesi nell'estetica di Kant, in La passione dell'immaginazione. L'idea della genesi nell'estetica di Kant, trad. Luisella Feroldi, Milano: Mimesis, 2000; in L'isola deserta e altri scritti (2007), pp. 67-90 |  |
|      | Raymond Roussel ou l'horreur du vide (recensione di Michel Foucault, Raymond Roussel), in Arts, 23 octobre 1963; in L'Île déserte et autres textes (2002) | Raymound Roussel o l'orrore del vuoto, in L'isola deserta e altri scritti (2007), pp. 88-90 |  |
|      | Unité de "À la recherche du Temps perdu", in Révue de Metaphysique et de Morale, n. 4 octobre-décembre 1963, pp. 427-42; rivisto in Marcel Proust et les signes (1964) | |  |
|      | Robert Gérard, "Gravitation et liberté", in Lettres et autres textes (2015) | Robet Gérard, "Gravitazione e libertà", in Lettere e altri testi (2021), pp. 199-201 |  |
| 1964 | Marcel Proust et les signes, Paris: Presses Universitaires de France, 1964, 91 pp.; n. éd. Proust et les signes, 1970, 219 pp. [con l'aggiunta del capitolo La Machine littéraire]; n. éd. ivi, 1976, 195 pp. [con l'aggiunta del capitolo Présence et fonction de la folie, l'Arraignée (1973)], n. éd. ivi, 2003, 219 pp. | Marcel Proust e i segni, trad. di Clara Lusignoli, Torino: Einaudi, 1967, 96 pp.; n. ed. Torino: Einaudi, 1976, 167 pp. (trad. aggiunte di Daniela De Agostini) |  |
|      | Il a été mon maître, in Arts 28 octobre-3 novembre 1964, pp. 8-9; poi in Jean-Jacques Brochier (a cura di), Pour Sartre, Paris: Éditions Jean-Claude Lattès, 1995, pp. 82-88; in L'Île déserte et autres textes (2002) | "È stato il mio maestro", in L'isola deserta e altri scritti (2007), pp. 95-99 |  |
| 1965 | Nietzsche. Sa vie, son œuvre, avec un exposé de sa philosophie, Paris: Presses Universitaires de France, 1965, 97 pp. | Nietzsche. Con antologia di testi, trad. di Franco Rella, Verona: Bertani, 1973, 126 pp.; n. ed. a cura di Giorgio Franck, Milano: SE, 1997, 124 pp. |  |
|      | Pierre Klossowski ou les corps-langage, in Critique, n. 214, 1965, pp. 199-219; rivisto in appendice a Logique du sens (1969) | Klossowski o i corpi-linguaggio, in Logica del senso (1975), pp. 247-64 |  |
| 1966 | Le Bergsonisme, Paris: Presses Universitaires de France, 1966, 119 pp. | Il Bergsonismo, trad. di Federica Sossi, Milano: Feltrinelli, 1983, 109 pp.; n. ed. ampliata, Il bergsonismo e altri saggi, Torino: Einaudi, 2001, XVIII-163 pp. (trad. aggiunte di Deborah Borca, introduzione di Pier Aldo Rovatti) |  |
|      | Philosophie de la Série noire, in Arts & Loisirs, n. 18 26 janvier-1 février 1966, pp. 12-13; poi in Roman n. 24, septembre 1988, pp. 43-47; in L'Île déserte et autres textes (2002) | Filosofia della Série Noire, in L'isola deserta e altri scritti (2007), pp. 100-05 |  |
|      | Gilbert Simondon, "L'Individu et sa genèse physico-biologique" (recensione), in Revue philosophique de la France et de l'étranger, vol. CLVI, n. 1-3, janvier-mars 1966, pp. 115-18; in L'Île déserte et autres textes (2002) | Gilbert Simondon, "L'individuo e la sua genesi fisico-biologica", in L'isola deserta e altri scritti (2007), pp. 106-10 |  |
|      | L'homme, une existence douteuse (recensione di Michel Foucault, Les Mots et les choses), in Le Nouvel Observateur, 1 juin 1966, pp. 32-34; in L'Île déserte et autres textes (2002) | L'uomo, un'esistenza incerta, in L'isola deserta e altri scritti (2007), pp. 111-15 |  |
|      | Renverser le Platonisme, in Revue de Métaphysique et de Morale, vol. 71, n. 4, octobre-décembre 1966, pp. 426-38; rivisto in appendice a Logique du sens (1969) | Platone e il simulacro, in Logica del senso (1975), pp. 223-34 |  |
| 1967 | Conclusions. Sur la volonté de puissance et l'éternel retour, in Cahiers de Royaumont: Philosophie, VI. Nietzsche, Paris: Éditions de Minuit, 1967, pp. 275-87; in L'Île déserte et autres textes (2002) | Conclusioni sulla volontà di potenza e l'eterno ritorno, in L'isola deserta e altri scritti (2007), pp. 145-57 |  |
|      | (con Leopold von Sacher-Masoch), Présentation de Sacher-Masoch, Paris: Éditions de Minuit, 1967, 317 pp. [contiene Le Froid et le cruel di Deleuze e Venus à la fourrure di Sacher-Masoch], n. éd. Paris: 10/18, 1974 | Masochismo e sadismo, trad. di Mario de Stefanis, Milano: Iota, 1973, 170 pp.; n. ed., Presentazione di Sacher-Masoch, Milano: Bompiani, 1977, 160 pp.; Il freddo e il crudele, trad. Giuseppe De Col, Milano: ES, 1991, Milano: SE, 1996, 170 pp. |  |
|      | Une Théorie d'autrui (Autrui, Robinson et le pervers), in Critique, n. 241, 1967, pp. 503-25; rivisto in appendice a Logique du sens (1969); postfazione a Michel Tournier, Vendredi ou les limbes du Pacifique, Paris: Gallimard, 1972, pp. 257-83; in Critique, n. 591-592, août-septembre, 1996, pp. 675-97 | Michel Tournier e il mondo senza Altri, in Logica del senso (1975), pp. 264-81 |  |
|      | Introduction, in Émile Zola, La Bête humaine, tomo 6 di Œuvres complètes, a cura di Henri Mitterand, Paris: Cercle du livre précieux, 1967, pp. 13-21; rivisto in Logique du sens (1969); prefazione a Émile Zola, La Bête humaine, Paris: Gallimard, 1977, pp. 7-24 | Zola e l'incrinatura, in Logica del senso (1975), pp. 281-91 |  |
|      | (con Michel Foucault) Introduction générale, in Friedrich Nietzsche, Le Gai Savoir, et fragments posthumes, a cura di Giorgio Colli e Mazzino Montinari, trad. di Pierre Klossowski, Paris: Gallimard, 1967, pp. I-IV | |  |
|      | (con Guy Dumur) L'éclat de rire de Nietzsche [intervista], in Le Nouvel Observateur 5 avril 1967, pp. 40-41; in L'Île déserte et autres textes (2002) | La risata di Nietzsche, in L'isola deserta e altri scritti (2007), pp. 158-61 |  |
|      | (con Madeleine Chapsal) Mystique et masochisme [intervista], in La Quinzaine littéraire, n. 25, 1-15 avril 1967, pp. 12-13; in L'Île déserte et autres textes (2002) | Mistica e masochismo, in L'isola deserta e altri scritti (2007), pp. 162-66 |  |
|      | La Méthode de Dramatisation, in Bulletin de la Société française de philosophie, vol. 61, n. 3, juillet-septembre 1967, pp. 89-118; rivisto in Différence et répétition (1968); in L'Île déserte et autres textes (2002) | Il metodo della drammatizzazione (con dibattito con Jean Wahl, Pierre Maxime Schuhl, Noël Mouloud, Ferdinand Alquié, Maurice de Gandillac, Michel Souriau, Lucy Prenant, Jean Ulmo, Georges Bouligand, Jacques Merelau-Ponty, Jean Beaufret, Stanislas Breton e Alexis Philonenko), in L'isola deserta e altri scritti (2007), pp. 116-44 |  |
| 1968 | Différence et répétition, Paris: Presses Universitaires de France, 1968, 409 pp. | Differenza e ripetizione, trad. di Giuseppe Guglielmi, Bologna: Il Mulino, 1972, XXIV-511 pp.; n. ed. Milano: Raffaello Cortina, 1997, XI-401 pp. |  |
|      | Spinoza et le problème de l'expression, Paris: Éditions de Minuit, 1968, 332 pp. | Spinoza e il problema dell'espressione, trad. di Saverio Ansaldi, Macerata: Quodlibet, 1999, 284 pp. |  |
|      | (con Jean-Noël Vuarnet) À propos de l'édition des œuvres complètes de Nietzsche. Entretien avec Gilbert [sic] Deleuze [intervista], in Les Lettres françaises, n. 1223, 28 février-5 mars 1968, pp. 5, 7 e 9 | Conversazione con Gilles Deleuze , in Nietzsche e la filosofia e altri testi, Torino: Einaudi, 2002 |  |
|      | Le Schizophrène et le mot, in Critique, n. 255-256, août-septembre 1968, pp. 731-46; rivisto in Logique du sens (1969) | |  |
| 1969 | Logique du sens, Paris: Éditions de Minuit, 1969, 392 pp.; n. éd. Paris: 10/18, 1973 | Logica del senso, trad. Mario de Stefanis, Milano: Feltrinelli, 1976, 299 pp.; n. ed. ivi, 2005 |  |
|      | (con Jeannette Columbel) Gilles Deleuze parle de la philosophie [intervista], in La Quinzaine littéraire, n. 68 1-15 mars 1969, pp. 18-19; in L'Île déserte et autres textes (2002) | Gilles Deleuze parla di filosofia, in L'isola deserta e altri scritti (2007), pp. 177-80 |  |
|      | Spinoza et la méthode générale de M. Gueroult (recensione), in Revue de Metaphtsique et de Morale, vol. 74, n. 4, octobre-décembre 1969, pp. 426-37; in L'Île déserte et autres textes (2002) | Spinoza e il metodo generale di Martial Gueroult, in L'isola deserta e altri scritti (2007), pp. 181-94 |  |
| 1970 | Spinoza. Textes choisis, Paris: Presses Universitaires de France, 1970, 126 pp.; n. éd. Spinoza. Philosophie pratique, Paris: Éditions de Minuit, 1981, 177 pp. [con nuovi capitoli, III, V e VI e senza antologia] | |  |
|      | Schizologie, prefazione a Louis Wolfson, Le Schizo et les langues, Paris: Gallimard, 1970, pp. 5-23; rivisto in Critique et clinique (1993) | Schizologia, in Millepiani, n. 8, 1996; Louis Wolfson o il procedimento, in Critica e clinica (1996), pp. 21-36 |  |
|      | Un nouvel archiviste (recensione di Michel Foucault, L'Archeologie du savoir), in Critique, n. 274, mars 1970, pp. 195-209; Montpellier: Fata Morgana, 1972, 47 pp.; rivisto in Foucault (1986) | Un nuovo archivista, in Deleuze, trad. di Giorgio Patrizi, Cosenza: Lerici, 1976, pp. 11-53 |  |
|      | Faille et Feux locaux. Kostas Axelos, in Critique, n. 275, avril 1970, pp. 344-51; in L'Île déserte et autres textes (2002) | Faglia e fuochi locali, in L'isola deserta e altri scritti (2007), pp. 195-202 |  |
|      | Intervista radiofonica di Jean Ristat su Louis Wolfson e Le Schizo et les langues, nella serie Les idées et l'histoire (durata 13'), in onda su France Culture il 2 luglio 1970 | |  |
|      | Proust et les signes, in La Quinzaine littéraire, n. 103, 1-15 octobre 1970, pp. 18-21 [estratto dal capitolo "La Machine littéraire", di Proust et les signes, éd. 1970] | |  |
|      | Note aggiunte a Michel Foucault, Theatrum Philosophicum, in Critique n. 282, novembre 1970, p. 904 | |  |
| 1971 | (con Félix Guattari) Le synthèse disjonctive, in L'Arc, n. 43: Klossowski, pp. 54-62; rivisto in L'Anti-Œdipe (1972) | |  |
|      | (con Michel Foucault e Groupe d'information sur les prisons), curatela di L'assassinat de George Jackson | L'assassinio di George Jackson, trad. di Maria Gregorio, Milano: Feltrinelli, 1971, 54 pp. |  |
|      | (con Michel Foucault, Denis Langlois, Claude Mauriac e Denis Perrier-Daville), Questions à Marcellin, in Le Nouvel Observateur, n. 5 juillet 1971, p. 15 | |  |
| 1972 | (con Félix Guattari) Capitalisme et schizophrénie, tomo 1: L'Anti-Œdipe, Paris: Éditions de Minuit, 1972; n. éd. 1973, 494 pp. [con il capitolo Bilan-programme pour machines-désirantes in appendice] | L'Anti-Edipo, trad. di Alessandro Fontana, Torino: Einaudi, 1975, XL-447 pp. (con introduzione di Alessandro Fontana) |  |
|      | Hume, in François Châtelet (a cura di), Histoire de la Philosophie, tomo 4: Les Lumières, Paris: Hachette, 1972, pp. 65-78; in La Philosophie, tomo 2: De Galilée à Jean-Jacques Rousseau, Verviers: Marabout, 1979, pp. 226-39; in L'Île déserte et autres textes (2002) | Hume, in L'isola deserta e altri scritti (2007), pp. 204-13 |  |
|      | À quoi reconnait-on le structuralisme?, in François Châtelet (a cura di), Histoire de la philosophie, tomo 8: Le XXe siècle, Paris: Hachette, 1972, pp. 299-335; in La Philosophie, tomo 4: Au XXe siècle, Verviers: Marabout, 1979, pp. 293-329; in L'Île déserte et autres textes (2002) | Lo strutturalismo, a cura di Simona Paolini, Milano: SE, 2004, 86 pp.; Da che cosa si riconosce lo strutturalismo?, in L'isola deserta e altri scritti (2007), pp. 214-43 |  |
|      | Trois problèmes de groupe, prefazione a Félix Guattari, Psychanalyse et transversalité, Paris: François Maspero, 1972, pp. I-XI; Pierre-Félix, in Chimères, n. 23, été 1994, pp. 7-21; in L'Île déserte et autres textes (2002) | Introduzione, in Félix Guattari, Una tomba per Edipo. Psicanalisi e metodo politico, trad. di Luisa Muraro, Verona: Bertani, 1974; Tre problemi di gruppo, in L'isola deserta e altri scritti (2007); Introduzione, in Félix Guattari, Una tomba per Edipo. Psicoanalisi e trasversalità, a cura di Gabriele Perretta, Milano: Mimesis, 2012 |  |
|      | (con Michel Foucault) Les Intellectuals et le pouvoir, in L'Arc n. 49: Deleuze (1972), pp. 3-10; ivi, 1980; in L'Île déserte et autres textes (2002) | Gli intellettuali e il potere, in Michel Foucault, Microfisica del potere, trad. di Giovanna Procacci e Pasquale Pasquino, Torino: Einaudi, 1977, pp. 107-18; in L'isola deserta e altri scritti (2007), pp. 261-71 |  |
|      | (con Félix Guattari e Catherine Backès-Clément) Sur capitalisme et schizophrénie [intervista], in L'Arc, n. 49: Deleuze (1972), pp. 47-55; Entretien sur l'Anti-Oedipe, in Pourparlers 1972-1990 (1990), pp. 24-38 | Conversazione su "L'Anti-Edipo", in Pourparler (2000), pp. 23-37 |  |
|      | Estratti da corsi non pubblicati all'École Normale Supérieure (rue d'Ulm) e alla Faculté de Vincennes, 1970-1971, e dall'intervento al Proust colloquium at the E.N.S. 22 janvier 1972, citati in France Berçu, Sed perseverare diabolicum, in L'Arc, n. 49: Deleuze (1972), pp. 23-24 e 26-30 | |  |
|      | Sur les lettres de H. M., in L'Île déserte et autres textes (2002) | Sulle lettere di H. M., in L'isola deserta e altri scritti (2007), pp. 309-12 |  |
|      | Ce que les prisonniers attendent de nous..., in Le Nouvel Observateur, 31 janvier 1972, p. 24; in L'Île déserte et autres textes (2002) | "Che cosa si aspettano da noi i prigionieri...", in L'isola deserta e altri scritti (2007), pp. 258-60 |  |
|      | (con Jean-Paul Sartre, Simone de Beauvoir, Claude Mauriac, Jean-Marie Domenach, Hélène Cixous, Jean-Pierre Faye, Michel Foucault e Maurice Clavel) On en parlera demain. Les dossiers (incomplets) de l'écran, in Le Nouvel Observateur, 7 fevrier 1972, p. 25 | |  |
|      | Appréciation [di Jean-François Lyotard, Discours, figure], in La Quinzaine littéraire, n. 140, 1 mai 1972, p. 19; in L'Île déserte et autres textes (2002) | Nota critica, in L'isola deserta e altri scritti (2007), pp. 272-73 |  |
|      | (con Félix Guattari, Maurice Nadeau, Raphaël Pividal, François Châtelet, Roger Dadoun, Serge Leclaire, Henri Torrubia, Pierre Clastres e Pierre Rose) Deleuze et Guattari s'expliquent... [intervista], in La Quinzaine littéraire, n. 143, 16-30 juin 1972, pp. 15-19; in L'Île déserte et autres textes (2002) | Deleuze e Guattari si spiegano..., in L'isola deserta e altri scritti (2007), pp. 274-91 |  |
|      | Gilles Deleuze présente Hélène Cixous ou l'écriture stroboscopique (recensione), in Le Monde n. 8576, 11 août 1972, p. 10; in L'Île déserte et autres textes (2002) | Hélène Cixous o la scrittura stroboscopica, in L'isola deserta e altri scritti (2007), pp. 292-93 |  |
|      | | (con Félix Guattari e Vittorio Marchetti) Capitalismo e schizofrenia [intervista], in Tempi Moderni, n. 12, 1972, pp. 47-64; in Laura Forti (a cura di), L'altra pazzia, Milano: Feltrinelli, 1975, pp. 63-73; in L'isola deserta e altri scritti (2007), pp. 294-306 |  |
|      | Qu'est-ce que c'est, tes "machines désirantes" a toi?, introduzione a Pierre Bénichou, "Sainte Jackie, Comedienne et Bourreau", in Les Temps Modernes, n. 316, novembre 1972, pp. 854-56 | Che cosa sono queste tue "macchine desideranti"?, in L'isola deserta e altri scritti (2007), pp. 307-08 |  |
|      | Des indiens contés avec amour, Le Monde, 22 novembre 1972, p. 17; poi in Lettres et autres textes (2015) | Indios raccontati con amore, in Lettere e altri testi (2021), pp. 213-15 |  |
|      | Joyce indirect, in Change, n. 11, 1972, pp. 54-59 [articolo riunito da Jean Paris con estratti su Joyce da Proust et les signes (1970), Différence et répétition (1968) e Logique du sens (1969)] | |  |
| 1973 | Fromanger, le peintre et le modèle, Paris: Baudard Alvarez, 1973 (contiene Le froid et le chaud di Deleuze e riproduzioni da dipinti di Gérard Fromanger); in L'Île déserte et autres textes (2002) | Il freddo e il caldo, in L'isola deserta e altri scritti (2007), pp. 313-18 |  |
|      | Pensée nomad, con successiva discussione e dopo l'intervento di Pierre Klossowski, in Nietzsche aujourd'hui?, tomo 1: Intensités, Paris: 10/18, 1973, pp. 105-21 e 159-90; in L'Île déserte et autres textes (2002) | Pensiero nomade, trad. Fabio Polidori, in aut aut, novembre-dicembre 1996, pp. 13-21; trad. Ubaldo Fadini, in Divenire molteplice (1996); in appendice a Nietzsche e la filosofia (2002); in L'isola deserta e altri scritti (2007) (con la discussione con André Flécheux e Mieke Taat), pp. 319-31 |  |
|      | (con Félix Guattari), Entretien, in Michel-Antoine Burnier (a cura di), C'est demain la veille, Paris: Éditions du Seuil, 1973, pp. 137-61 | |  |
|      | (con Félix Guattari), Bilan-programme pour machines désirantes, in Minuit n. 2, janvier 1973, pp. 1-25; poi in appendice alla II ed. di L'Anti-Œdipe (1972) | |  |
|      | Contributo anonimo alla ricerca 12 (mars 1973), in Grande Encyclopédie des Homosexualités. Trois milliards de pervers (probabilmente il capitolo "Sex-Pol en acte", pp. 28-31) | |  |
|      | Risposta al questionario La belle vie des gauchistes di Guy Hocquenghem e Jean-François Bizot, in Actuel, n. 29, mars 1973; poi in Guy Hocquenghem, L'Après-Mai des faunes, Paris: Grasset, 1974, pp. 97 e 101 | |  |
|      | Délire er désir, trasmissione radio di discussioni registrate a Nanterre con citazioni di L'Anti-Œdipe (e testi di Allen Ginsberg, Antonin Artaud e L'Homme au magnetophone di Jean-Jacques Abraham (durata circa 150'), in onda su France Culture nel 1973, produzione di René Farabet e Pascal Werner per L'Atelier de création radiophonique | |  |
|      | Lettre à Michel Cressole, in La Quinzaine littéraire, n. 161, 1 avril 1973, pp. 17-19; poi in Michel Cressole, Deleuze, Paris: Éditions universitaires, 1973, pp. 107-18; Lettre à un critique sévère in Pourparlers 1972-1990 (1990), pp. 11-23 | La macchina a-significante [trad. parziale], in DeriveApprodi, n. 9-10, 1996; Lettera a un critico severo, in Pourparler (2000), pp. 11-22 |  |
|      | Présence et fonction de la folie dans la "Recherche du Temps perdu", in Saggi e richerche di letteratura francese vol. XII, Roma: Bulzoni, 1973, pp. 381-90 (capitolo aggiunto all'ed. 1976 di Proust et les signes) | Presenza e funzione della follia nella "Recherche du Temps perdu", trad. di Marco Macciantelli, in aut aut, n. 193-194, marzo-aprile 1983, pp. 73-81 |  |
|      | (con Félix Guattari), 14 Mai 1914. Un seul ou plusieurs loups?, in Minuit, n. 5, septembre 1973, pp. 2-16; rivisto in Capitalisme et schizophrénie, tomo 2: Mille plateaux (1980) | |  |
|      | Quatre propositions sur la psychanalyse, in Deux régimes de fous (2003) | Relazione di Gilles Deleuze, con successive discussioni, in Armando Verdiglione (a cura di), Psicanalisi e politica (atti del convegno di studi di Milano, 8-9 maggio 1973), Milano: Feltrinelli, 1973, pp. 7-11, 17-21, 37-40, 44-45 e 169-172; Quattro proposizioni sulla psicoanalisi, in Due regimi di folli (2010), pp. 58-65 |  |
|      | (con Hélène Cixous), Littérasophie et philosofiture, discussione radiofonica nella serie Dialogues (durata 75'), registrata il 7 giugno 1973 e messa in onda su France Culture l'11 settembre 1973, produzione di Roger Pillaudin | |  |
|      | (con Félix Guattari e Michel Foucault), Chapitre V: Le Discours du plan, in François Fourquet e Lion Murard (a cura di), Les Équipements de pouvoir (ricerche 13 dicembre 1973), pp. 183-86; poi come Chapitre IV: Formation des équipements collectifs, in Les Équipements du pouvoir, Paris: 10/18, 1976, pp. 212-20 | |  |
|      | (con Félix Guattari), Le Nouvel arpenteur. Intensités et blocs d'enfance dans "Le Château", in Critique n. 319, décembre 1973, pp. 1046-54; rivisto in Kafka. Pour une littérature mineure (1975) | |  |
|      | Cinq propositions sur la psychanalyse, in L'Île déserte et autres textes (2002) | Cinque proposizioni sulla psicoanalisi, in L'isola deserta e altri scritti (2007), pp. 348-56 |  |
|      | (con Stefan Czerkinsky), Faces et surfaces, in Gilles Deleuze e Michel Foucault, Mélanges. Pouvoir et surface, Paris: s.i., 1973, pp. 1-10 [cinque disegni]; in Lettres et autres textes (2015); in L'Île déserte et autres textes (2002) | Facce e superfici, in L'isola deserta e altri scritti (2007), pp. 357-60 |  |
| 1974 | Préface, in Guy Hocquenghem, L'Apres-Mai des Faunes, Paris: Grasset, 1974, pp. 7-17; in L'Île déserte et autres textes (2002) | Prefazione a "L'après-Mai des faunes", in L'isola deserta e altri scritti (2007), pp. 361-66 |  |
|      | (con Félix Guattari), 28 novembre 1947. Comment se faire un corps sans organes?, in Minuit, n. 10, septembre 1974, pp. 56-84; rivisto in Capitalisme et schizophrénie, tomo 2: Mille plateaux (1980) | |  |
|      | Un art de planteur, in Gilles Deleuze, Jean-Pierre Faye, Jacques Roubaud e Alain Touraine, Deleuze Faye Roubaud Touraine parlent de "Les Autres", un film di Hugo Santiago scritto in collaborazione con Jorge Luis Borges e Adolfo Bioy Casares, Paris: Christian Bourgois, 1974; in L'Île déserte et autres textes (2002) | L'arte di piantare, in L'isola deserta e altri scritti (2007), pp. 367-69 |  |
| 1975 | Deux régimes de fous, in Armando Verdiglione (a cura di), Psychanalyse et sémiotique (atti del colloquio di Milano), Paris: 10/18, 1975, pp. 165-70; in Deux régimes de fous (2003) | Due regimi di folli, in Psicanalisi e semiotica, Milano: Feltrinelli, 1975, pp. 16-31; in Due regimi di folli (2010), pp. 3-7 |  |
|      | Schizophrénie et société, in Encyclopædia Universalis, vol. 14, Paris: Encyclopædia Universalis, 1975, pp. 733-35; in Deux régimes de fous (2003) | Schizofrenia e società, in Due regimi di folli (2010), pp. 8-17 |  |
|      | (con Félix Guattari), Kafka. Pour une litterature mineure, Paris: Éditions de Minuit, 1975, 159 pp. | Kafka. Per una letteratura minore, trad. di Alessandro Serra, Milano: Feltrinelli, 1975, 137 pp.; n. ed. Macerata: Quodlibet, 1996, 156 pp. |  |
|      | (con Roland Barthes e Gérard Genette), Table ronde, in Cahiers de Marcel Proust, n. 7, 1975, pp. 87-115; in Deux régimes de fous (2003) | Tavola rotonda su Proust (con Roland Barthes, Gérard Genette, Jean-Pierre Richard e Serge Doubrovsky), in Due regimi di folli (2010), pp. 18-42 |  |
|      | (con Jean-François Lyotard), À propos du département de psychanalyse à Vincennes, in Les Temps Modernes, n. 342, janvier 1975, pp. 862-63; in Deux régimes de fous (2003) | Sul dipartimento di psicoanalisi di Vincennes, in Due regimi di folli (2010), pp. 43-44 |  |
|      | Écrivain non: un nouveau cartographe (recensione di Michel Foucault, Surveillir et punir), in Critique, n. 343, décembre 1975, pp. 1207-27; poi rivisto in Foucault (1986) | |  |
| 1976 | (con Félix Guattari), Rhizome. Introduction, Paris: Éditions de Minuit, 1976, 74 pp.; rivisto in Capitalisme et schizophrenie, tomo 2: Mille plateaux (1980) | Rizoma, trad. di Stefano Di Riccio, Parma: Pratiche, 1977, 73 pp. (con prefazione di Jacqueline Risset) |  |
|      | Avenir de linguistique, prefazione a Henri Gobard, L'Aliénation linguistique, Paris: Flammarion, 1976, pp. 9-14; come Les langues sont des bouillies où des fonctions et des mouvements mettent un peu d'ordre polémique, in La Quinzaine littéraire, 1-15 mai 1976, pp. 12-13; in Deux régimes de fous (2003) | Futuro della linguistica, in Due regimi di folli (2010), pp. 48-51 |  |
|      | Trois questions sur "Six fois deux", in Cahiers du cinéma, n. 271, 1976, pp. 5-12; in Pourparlers 1972-1990 (1990), pp. 55-66 | Tre domande su "Six fois deux", in Pourparler (2000), pp. 53-65 |  |
|      | Gilles Deleuze fasciné par "Le Misogyne" (recensione del romanzo omonimo di Alain Roger), in La Quinzaine Littéraire, n. 229, 16-31 mars 1976, pp. 8-9; in Deux régimes de fous (2003) | Su "Le Mysogène", in Due regimi di folli (2010), pp. 52-57 |  |
|      | Note pour l'édition italienne de "Logique du sens", in Deux régimes de fous (2003) | Nota dell'autore per l'edizione italiana, in Logica del senso, Milano: Feltrinelli, 1976, pp. 293-95; Nota all'ed. italiana di "Logica del senso", in Due regimi di folli (2010), pp. 45-47 |  |
| 1977 | (con Claire Parnet), Dialogues, Paris: Flammarion, 1977, 177 pp.; n. éd. ivi, 2008, 187 pp. | Conversazioni, trad. di Giampiero Comolli e Raul Kirchmayr, Milano: Feltrinelli, 1980, 177 pp.; Verona: Ombre corte, 1998, 164 pp.; n. ed. ivi 2006 (con postfazione di Antonio Negri) |  |
|      | (con Félix Guattari), Politique et psychanalyse. L'interpretation des enoncés, Alençon: Des mots perdus, 1977, 76 pp.; in Deux régimes de fous (2003) | L'interpretazione degli enunciati, trad. parziale di Maurizio Ferraris, in aut aut, n. 191-192, settembre-dicembre 1982, pp. 92-112; L'interpretazione degli enunciati (con Félix Guattari, Claire Parnet e André Scala), in Due regimi di folli (2010), pp. 66-85 |  |
|      | L'ascension du social, postfazione a Jacques Donzelot, La Police des familles, Paris: Éditions de Minuit, 1977, pp. 213-20; n. éd. 2005; in Deux régimes de fous (2003) | L'ascesa del sociale, trad. di Alessandro Fontana, in aut aut, n. 167-168, 1978, pp. 108-14; in Due regimi di folli (2010), pp. 86-93 |  |
|      | Le juif riche [sul film L'Ombre des anges di Daniel Schmid], in Le Monde, 18 février 1977, p. 26; poi in Irène Lambelet (a cura di), Daniel Schmid, Lausanne: L'âge d'homme, 1982, pp. 93-95; in Deux régimes de fous (2003) | Il ricco ebreo, in Due regimi di folli (2010), pp. 104-06 |  |
|      | Gilles Deleuze contre les "nouveaux philosophes" [intervista], in Le Monde 19-20 juin 1977, p. 19; in Minuit n. 24, 5 juin 1977; in Recherches n. 30: Les Untorelli, novembre 1977, pp. 179-84; À propos des nouveaux philosophes et d'un problème plus général, in Faut-il brûler les nouveaux philosophes?, Paris: Nouvelles Éditions Oswald, 1978, pp. 186-94; in Deux régimes de fous (2003) | A proposito dei nuovi filosofi e di un problema più generale, trad. S. Giovardi, in I nuovi filosofi, Cosenza: Lerici, 1978; in appendice a François Aubral e Xavier Delcourt, Contro i nuovi filosofi, trad. di Maurizio Raggi, Milano: Mursia, 1978; in Dis-senso. Per un'ecologia materialista, Milano: Mimesis ("Millepiani" n. 32), 2007, pp. 5-6; in Due regimi di folli (2010), pp. 107-13 |  |
|      | Nous croyons au caractère constructiviste de certaines agitations de gauche [petizione], in Recherches, n. 30: Les Untorelli, novembre 1977, pp. 149-50 | |  |
|      | (con Félix Guattari), Le pire moyen de faire l'Europe, in Le Monde 2 novembre 1977, p. 6; in Deux régimes de fous (2003) | Il modo peggiore di fare l'Europa, in Due regimi di folli (2010), pp. 114-16 |  |
|      | trascrizione del seminario del 7 giugno 1977 sui Nouveaux Philosophes, in spagnolo come El intelectual domesticado, in El pueblo, 21 mayo 1978 | |  |
|      | Note introduttive e conclusive sulle versioni inedite di Martial Gueroult, Spinoza, tomo 3, in La Revue philosophique de France et de l'étranger, vol. CLXVII, 1977, pp. 285 e 302 | |  |
|      | (con Carmelo Bene), Superpositions, Paris: Éditions de Minuit, 1979 [Richard III de Carmelo Bene (trad. di Jean-Paul Manganaro e Danielle Dubroca), suivi de Un manifeste de moins par Gilles Deleuze] | Sovrapposizioni, Milano: Feltrinelli, 1978, pp. 67-92; n. ed. Macerata: Quodlibet, 2002, pp. 83-113; n. ed. ivi, 2012 [Riccardo III di Carmelo Bene e Un manifesto di meno, di Deleuze, trad. di Jean-Paul Manganaro] |  |
| 1978 | Deux questions, in François Châtelet, Gilles Deleuze, Erik Genevois, Félix Guattari, Rudolf Ingold, Numa Musard e Claude Olievenstein, ... où il est question de la toxicomanie, Alençon: Bibliothèque des Mots perdus, 1978; Deux questions sur la drogue, in Deux régimes de fous (2003) | Due domande sulla droga, in Due regimi di folli (2010), pp. 117-20 |  |
|      | (con Fanny Deleuze), Nietzsche et Paulus, Lawrence et Jean de Patmos, prefazione a D.H. Lawrence, Apocalypse, Paris: Balland, 1978, pp. 7-37; poi rivisto in Critique et clinique (1993) | Nietzsche e san Paolo, Lawrence e Giovanni di Patmos, in Critica e clinica (1996), pp. 53-73 |  |
|      | Spinoza et nous e successiva discussione, in Revue de Synthèse, vol. III, n. 89-91, janvier-septembre 1978, pp. 271-78; poi rivisto in Spinoza. Philosophie pratique (ed. 1981) | |  |
|      | Philosophie et Minorité, in Critique, n. 369, février 1978, pp. 154-55 | Filosofia e minoranza, trad. di Adelino Zanini, in Millepiani, n. 12, 1997, pp. 37-40; trad. di Marco Baldino, in Tellus. Rivista italiana di geofilosofia, n. 23, 2001 |  |
|      | Les Gêneurs, in Le Monde, 7 avril 1978; in Deux régimes de fous (2003) | I seccatori, in Due regimi di folli (2010), pp. 126-27 |  |
|      | La plainte et le corps (recensione di L'Absence di Pierre Fédida), in Le Monde, 13 octobre 1978; in Deux régimes de fous (2003) | Il lamento e il corpo, in Due regimi di folli (2010), pp. 128-29 |  |
|      | Rendre audibles des forces non-audibles par elle-mêmes, dichiarazione all'Institut de Recherche et de Coordination Acoustique / Musique (IRCAM), 1978; in Deux régimes de fous (2003) | Il tempo musicale, trad. di Anna Maria Morazzoni, in aut aut, n. 276, 1996, pp. 22-25; Rendere udibili delle forze non udibili in se stesse, in Due regimi di folli (2010), pp. 121-25 |  |
| 1979 | En quoi la philosophie peut servir à des mathématiciens, ou même à des musiciens, même et surtout quand elle ne parle pas de musique ou de mathématiques, in Jean Brunet, Bernard Cassen, François Châtelet, Pierre Merlin e Madeleine Rebérioux (a cura di), Vincennes ou le désir d'apprendre, Paris: Éditions Alain Moreau, 1979, pp. 120-21; in Deux régimes de fous (2003) | In che cosa la filosofia può servire ai matematici o ai musicisti soprattutto quando non parla di musica o di matematica, in Due regimi di folli (2010), pp. 130-31 |  |
|      | Lettre ouverte aux juges de Negri (1979), in Deux régimes de fous (2003) | Lettera aperta ai giudici di Negri, in La Repubblica, 10 maggio 1979, pp. 1 e 4; in Due regimi di folli (2010), pp. 132-35 |  |
|      | Membro del comitato di preparazione degli États generaux de la philosophie (16 et 17 juin 1979), Paris: Flammarion, 1979, pp. 6-19 | |  |
|      | Ce livre est littéralement une preuve d'innocence (recensione di Marx au-delà de Marx di Antonio Negri), in Le Matin de Paris, 13 décembre 1979, p. 32; in Deux régimes de fous (2003) | Questo libro è letteralmente una prova d'innocenza, in Due regimi di folli (2010), pp. 136-37 |  |
| 1980 | (con Félix Guattari) Capitalisme et schizophrenie, tomo 2: Mille plateaux, Paris: Éditions de Minuit, 1980, 645 pp. | Mille piani. Capitalismo e schizofrenia, trad. di Giorgio Passerone, Roma: Istituto della Enciclopedia Italiana, 1987, 810 pp.; n. ed. Roma: Castelvecchi, 1997 (4 voll., 1: Rizoma, 265 pp., 2: Come farsi un corpo senza organi?, 272 pp., 3: Sul ritornello, 206 pp., 4: Apparato di cattura, 157 pp., con introduzione di Massimiliano Guareschi); ed. in vol. unico, ivi, 2003, 719 pp.; n. ed. ivi 2006, 754 pp.; n. ed. a cura di Massimo Carboni, ivi, 2014, 605 pp.; n. ed. a cura di Paolo Vignola, Napoli-Salerno: Orthotes, 2017, 736 pp. |  |
|      | (con Catherine Clément) 8 ans après: éntretien 1980 [intervista], in L'Arc, n. 49: Deleuze, ed. 1980, pp. 99-102; in Deux régimes de fous (2003) | Dall'Anti-Edipo a Mille piani, in Millepiani, n. 8, 1986; Otto anni dopo: intervista 1980, in Due regimi di folli (2010), pp. 138-42 |  |
|      | (con François Châtelet e J.P. Gene), Pourquoi en être arrivé là? [intervista], in Libération, 17 mars 1980, p. 4 | |  |
|      | (con Francois Châtelet e Jean-François Lyotard), Pour une commission d'enquête, in Libération 17 mars 1980, p. 4 | |  |
|      | (con Christian Descamps, Didier Eribon e Robert Maggiori), "Mille plateaux" ne font pas une montagne, ils ouvrent mille chemins philosophiques [intervista], in Libération, 23 octobre 1980; Sur Mille plateaux, in Pourparlers 1972-1990 (1990), pp. 39-52 | Conversazione con Gilles Deleuze, in Alfabeta, n. 20, 1981, pp. 17-18; Conversazione su "Mille piani", in Pourparler (2000), pp. 38-50 |  |
| 1981 | Spinoza. Philosophie pratique, Paris: Éditions de Minuit, 1981 [nuova ed. di Spinoza. Textes choisis (1970) con aggiunti i capitoli III: Les Lettres du mal, V: L'évolution de Spinoza e VI: Spinoza et nous]; n. éd. ivi, 2003, 175 pp. | Spinoza. Filosofia pratica, trad. di Marco Senaldi, Milano: Guerini e associati, 1991, 173 pp.; n. ed. Napoli-Salerno: Orthotes, 2016, 135 pp. |  |
|      | Peindre le cri, in Critique, n. 408, mai 1981, pp. 506-11 [estratto da Francis Bacon. Logique de la sensation (1981)] | |  |
|      | Francis Bacon. Logique de la sensation, Paris: Éditions de la Différence, 1981, 112 pp.; n. éd. Paris: Éditions du Seuil, 2002, 158 pp. | Francis Bacon. Logica della sensazione, trad. di Stefano Verdicchio, Macerata: Quodlibet, 1995, 241 pp.; n. ed. riveduta e corretta, ivi, 2008, 243 pp. |  |
|      | (con Hervé Guibert) La peinture enflamme l'écriture [intervista], in Le Monde, 3 décembre 1981, p. 15; in Deux régimes de fous (2003) | La pittura infiamma la scrittura, in Due regimi di folli (2010), pp. 143-47 |  |
|      | "Manfred". Un extraordinaire renouvellement, in Deux régimes de fous (2003) | A proposito del "Manfred" alla Scala (1 ottobre 1980), trad. di Jean-Paul Manganaro in Carmelo Bene, Otello, o la deficienza della donna, Milano: Feltrinelli, 1981, pp. 7-9, già come note all'album Manfred di Carmelo Bene (Fonit-Cetra); "Manfred": uno straordinario rinnovamento, in Due regimi di folli (2010), pp. 148-49 |  |
| 1982 | | (con Félix Guattari), Spinoza contro Hobbes, trad. di Maurizio Ferraris, in Alfabeta, n. 33, 1982, pp. 25-26 |  |
|      | | Lettera italiana, trad. di Maurizio Ferraris, in Alfabeta, n. 33, 1982, p. 26 |  |
|      | Du bon usage de Jean Genet | |  |
|      | Préface, in Antonio Negri, L'Anomalie sauvage. Puissance et pouvoir chez Spinoza, Paris: Presses Universitaires de France, 1982, pp. 9-12; in Deux régimes de fous (2003) | Introduzione, in Antonio Negri, Spinoza. L'anomalia selvaggia. Spinoza sovversivo. Democrazia ed eternità in Spinoza, Roma: DeriveApprodi, 1998, n. ed. ivi 2006; Prefazione a "L'anomalia selvaggia", in Due regimi di folli (2010), pp. 150-53 |  |
|      | (con Elias Sanbar) Les Indiens de Palestine [intervista], in Libération, 8-9 mai 1982, pp. 20-21; in Deux régimes de fous (2003) | Gli indiani di Palestina, in Due regimi di folli (2010), pp. 154-59 |  |
|      | Lettre à Uno sur le langage, trad. Kuniichi Uno, in Gendai shisõ (Tokyo), December 1982, pp. 50-58; in Deux régimes de fous (2003) | Lettera a Uno sul linguaggio, in Due regimi di folli (2010), pp. 160-61 |  |
|      | (con Kuniichi Uno), Exposé d'une poétique rhizomatique, in Gendai shisõ, December 1982, pp. 94-102 [contiene una lettera di Kuniichi Uno a Gilles Deleuze (pp. 94-100), la sua replica (pp. 100-01) e la trascrizione di commenti telefonici di entrambi (pp. 101-02)] | |  |
| 1983 | Cinema-1: L'Image-mouvement, Paris: Éditions de Minuit, 1983, 298 pp. | L'immagine-movimento. Cinema 1, trad. di Jean-Paul Manganaro, Milano: Ubulibri, 1984, 264 pp.; n. ed. Torino: Einaudi, 2016, VII-276 pp. |  |
|      | L'abstraction lyrique, in Change International, n. 1, 1983, p. 82 [estratto da Cinéma-1 (1983)] | |  |
|      | Preface to the English Translation, trad. di Hugh Tomlinson, in Nietzsche and Philosophy, New York: Columbia University Press, 1983, pp. IX-XIV; Préface pour l'édition américaine de "Nietzsche et la philosophie", in Deux régimes de fous (2003) | Prefazione all'ed. americana di "Nietzsche e la filosofia", in Due regimi di folli (2010), pp. 162-67 |  |
|      | (con Pascal Bonitzer e Jean Narboni) La Photographie est déjà tirée dans les choses [intervista], in Cahiers du cinéma, n. 352, octobre 1983, pp. 35-40; Sur l'Image-Mouvement, in Pourparlers 1972-1990 (1990), pp. 67-81 | Conversazione su "L'immagine-movimento", in Pourparler (2000), pp. 66-86 |  |
|      | (con Serge Daney), Cinéma-1, première insieme a (con Hervé Guibert), Le Philosophe menuisier [interviste], in Libération, 3 octobre 1983, pp. 30-31; in Deux régimes de fous (2003) | "Cinema-1", prima, in Due regimi di folli (2010), pp. 168-70 |  |
|      | (con Hervé Guibert) Portrait du philosophe en spectateur [intervista], in Le Monde 6 octobre 1983, pp. 1 e 17; in Deux régimes de fous (2003) | Ritratto del filosofo da spettatore, in Due regimi di folli (2010), pp. 171-77 |  |
|      | Godard et Rivette, in La Quinzaine littéraire, n. 404, 1 novembre 1983, pp. 6-7; poi rivisto in Cinéma-2 (1985) | |  |
|      | (con Jean-Pierre Bamberger e Claire Parnet), Le pacifisme aujourd'hui [intervista], in Les Nouvelles, 15-21 décembre 1983, pp. 60-64; in Deux régimes de fous (2003) | Il pacifismo oggi, in Due regimi di folli (2010), pp. 178-87 |  |
| 1984 | Preface: On the Four Poetic Formulas Which Might Summarize the Kantian Philosophy, trad. di Hugh Tomlinson e Barbara Habberjam, in Kant. Critical Philosophy: The Doctrine of the Faculties, Minneapolis: University of Minnesota Press, 1984, pp. VII-XIII; poi rivisto in Critique et clinique (1993) | Quattro formule poetiche che potrebbero riassumere la filosofia kantiana, in Critica e clinica (1996), pp. 43-52 |  |
|      | Books [su Francis Bacon], trad. di Lisa Liebmann, in Artforum, January 1984, pp. 68-69; poi come prefazione all'ed. inglese di Francis Bacon: Logique de la sensation; Préface pour l'édition américaine de "Francis Bacon. Logique de la sensation", in Lettres et autres textes (2015) | Prefazione all'edizione americana di "Francis Bacon. Logica della sensazione", in Lettere e altri testi (2021), pp. 267-71 |  |
|      | (con Félix Guattari), Mai 68 n'a pas eu lieu, in Les Nouvelles 3-10 mai 1984, pp. 75-76; in Deux régimes de fous (2003) | Maggio '68 non c'è stato, in Due regimi di folli (2010), pp. 188-90 |  |
|      | Lettre à Uno: Comment nous avons travaillé à deux, trad. di Kuniichi Uno, in Gendai shisõ, vol. 12, n. 11, 1984, pp. 8-11; in Deux régimes de fous (2003) | Lettera a Uno: come abbiamo lavorato in due, in Due regimi di folli (2010), pp. 191-93 |  |
|      | Le Temps musical, trad. Kuniichi Uno, in Gendai shisõ, vol. 12, n. 11, 1984, pp. 294-98; in Lettres et autres textes (2015) | Il tempo musicale, in Lettere e altri testi (2021), pp. 261-66 |  |
|      | Grandeur de Yasser Arafat, in Revue d'études Palestiniennes, n. 10, hiver 1984, pp. 41-43; in Deux régimes de fous (2003) | Grandezza di Yasser Arafat, trad. di Antonella Moscati, Napoli: Cronopio, 2002, 44 pp. (con un saggio di François Châtelet); in Due regimi di folli (2010), pp. 194-97 |  |
|      | (con François Châtelet e Félix Guattari) Pour un droit d'asile politique un et indivisible, in Le Nouvel Observateur n. 1041, octobre 1984; anche come Quelle Europe veut-on construire? | |  |
| 1985 | Cinéma-2: L'Image-temps, Paris: Éditions de Minuit, 1985, 379 pp. | L'immagine-tempo. Cinema 2, trad. Liliana Rampello, Milano: Ubulibri, 1989, 308 pp.; n. ed. Torino: Einaudi, 2017, VII- 343 pp. |  |
|      | Les plages d'immanence, in Annie Cazenave e Jean-François Lyotard (a cura di), L'Art des Confins. Mélanges offert à Maurice de Gandillac, Paris: Presses Universitaires de France, 1985, pp. 79-81; in Deux régimes de fous (2003) | Le superfici d'immanenza, in Due regimi di folli (2010), pp. 214-16 |  |
|      | La philosophie perd une voix [intervista su Vladimir Jankélévitch], in Libération, n. 8/9, juin 1985, p. 34 | |  |
|      | (con Antoine Dulaure e Claire Parnet), Interview, in L'Autre Journal, n. 8, octobre 1985, pp. 10-22; come "Les Intercesseurs" in Pourparlers 1972-1990 (1990), pp. 165-84 | Gli intercessori, in La Balena Bianca, n. 7, 1993; in Pourparler (2000), pp. 161-79 |  |
|      | (con Gilbert Cabasso e Fabrice Revault d'Allonnes), Le philosophe et le cinéma, in Cinéma n. 334, 18-24 décembre 1985, pp. 2-3.; Sur L'Image-Temps, in Pourparlers 1972-1990 (1990), pp. 82-87 | Conversazione su "L'immagine-tempo", in Pourparler (2000), pp. 161-79 |  |
|      | Sur les principaux concepts de Michel Foucault, in Deux régimes de fous (2003) | Sui principali concetti di Michel Foucault, in Due regimi di folli (2010), pp. 198-213 |  |
|      | Il était une étoile de groupe [sulla morte di François Châtelet], in Libération 27 décembre 1985, pp. 21-22; in Deux régimes de fous (2003) | Era una stella del gruppo, in Due regimi di folli (2010), pp. 217-20 |  |
| 1986 | Foucault, Paris: Éditions de Minuit, 1986, 141 pp. | Foucault, trad. di Pier Aldo Rovatti e Federica Sossi, Milano: Feltrinelli, 1987, 133 pp.; n. ed. Napoli: Cronopio, 2002, 175 pp.; n. ed. a cura di Filippo Domenicali, Napoli-Salerno: Orthotes, 2018, 178 pp. |  |
|      | Preface to the English Edition, trad. di Hugh Tomlinson e Barbara Habberjam, in Cinema 1: The Movement-Image, Minneapolis: University of Minnesota Press, 1986, pp. IX-X; Préface pour l'édition américaine de "L'Image-mouvement", in Deux régimes de fous (2003) | Prefazione all'ed. americana di "Immagine-movimento", in Due regimi di folli (2010), pp. 221-23 |  |
|      | Boulez, Proust et les temps: "Occuper sans compter", in Claude Samuel (a cura di), Éclats/Boulez, Paris: Centre Georges Pompidou, 1986, pp. 98-100; in Deux régimes de fous (2003) | Occupare senza contare: Boulez, Proust e il tempo, in Due regimi di folli (2010), pp. 241-47 |  |
|      | Optimisme, pessimisme et voyage: Lettre à Serge Daney, prefazione a Serge Daney, Ciné Journal, Paris: Cahiers du cinéma, 1986, pp. 5-13; in Pourparlers 1972-1990 (1990), pp. 97-112 | Lettera a Serge Daney: ottimismo, pessimismo e viaggio, in Pourparler (2000), pp. 95-110 |  |
|      | Le plus grand film irlandais [su Film di Alan Schneider e Samuel Beckett], in Revue d'Esthétique, 1986, pp. 381-82; poi rivisto in Critique et clinique (1993) | Il più grande film irlandese, in Critica e clinica (1996), pp. 39-42 |  |
|      | (con Alain Bergala, Pascal Bonitzer, Marc Chevrie, Jean Narboni, Charles Tesson e Serge Toubiana) Le cerveau, c'est l'écran [intervista], in Cahiers du cinéma, n. 380, février 1986, pp. 25-32; in Deux régimes de fous (2003) | Il cervello è lo schermo, in Due regimi di folli (2010), pp. 232-40 |  |
|      | (con Paul Rabinow e Keith Gandal) The Intellectual and Politics: Foucault and the Prison [intervista], in History of the Present, n. 2, Spring 1986, pp. 1-2 e 20-21; Foucault et les prisons, in Deux régimes de fous (2003) | Foucault e le prigioni, in Due regimi di folli (2010), pp. 224-31 |  |
|      | Sur le régime cristallin, in Hors Cadre, n. 4, 1986, pp. 39-45; Doutes sur l'imaginaire, in Pourparlers 1972-1990 (1990), pp. 88-96 | Dubbi sull'immaginario, in Pourparler (2000), pp. 87-94 |  |
|      | (con Robert Maggiori) Fendre les choses, fendre les mots [intervista su Foucault], in Libération, 2 septembre 1986, pp. 27-28; in Pourparlers 1972-1990 (1990), pp. 115-22 | Conversazione con Gilles Deleuze, trad. di Fabio Polidori, in Alfabeta, n. 95, 1987, pp. I-III; Fendere le cose, fendere le parole, in Pourparler (2000), pp. 113-26 |  |
|      | (con Robert Maggiori) Michel Foucault dans la troisième dimension [intervista], in Libération 3 septembre 1986, p. 38; in Pourparlers 1972-1990 (1990), pp. 122-27 | |  |
|      | (con Didier Eribon) La vie comme une œuvre d'art [intervista], in Le Nouvel Observateur, n. 1138, 4 septembre 1986, pp. 66-68; in Pourparlers 1972-1990 (1990), pp. 129-38 | Oui, je suis Michel Foucault, in L'Espresso, 5 ottobre 1986; Conversazione sulla vita come opera d'arte, in Pourparler (2000), pp. 127-36 |  |
|      | Un portrait de Foucault, in L'autre journal, 1986; in Pourparlers 1972-1990 (1990) | Vi racconto Michel Foucault, in L'Espresso, 19 aprile 1987; Un ritratto di Foucault, in Pourparler (2000), pp. 137-58 |  |
| 1987 | Preface to the English-Language Edition e note aggiunte, in Dialogues, trad. di Hugh Tomlinson e Barbara Habberjam, New York: Columbia University Press, 1987, pp. VII-X e 151-52; Préface pour l'édition américaine de "Dialogues", in Deux régimes de fous (2003) | Prefazione all'ed. americana di "Conversazioni", in Due regimi di folli (2010), pp. 251-53 |  |
|      | Qu'est-ce que l'acte de création? [conferenza presso la FEMIS, 1987], in Deux régimes de fous (2003) | Che cos'è l'atto di creazione?, a cura di Antonella Moscati, Napoli: Cronopio, 2003, 64 pp.; in Due regimi di folli (2010), pp. 257-66 |  |
|      | Ce que la voix apporte au texte..., in Théâtre national populaire: Alain Cuny "Lire", Lyon: Théâtre national populaire, novembre 1987; in Deux régimes de fous (2003), pp. 303-04 | Ciò che la voce apporta al testo..., in Due regimi di folli (2010), pp. 267-68 |  |
|      | Préface pour l'édition italienne de "Mille Plateaux", in Deux régimes de fous (2003) | (con Félix Guattari), Prefazione per l'edizione italiana di "Mille piani. Capitalismo e schizofrenia", trad. di Giorgio Passerone, Roma: Istituto dell'Enciclopedia Italiana, 1987, pp. XI-XIV; in Due regimi di folli (2010) pp. 254-56 |  |
| 1988 | Le Pli. Leibniz et le Baroque, Paris: Éditions de Minuit, 1988, 191 pp. | La Piega. Leibniz e il Barocco, trad. di Valeria Gianolio, Torino: Einaudi, 1990, VIII-206 pp.; n. ed. a cura di Davide Tarizzo, ivi 2004, XLI-228 pp. |  |
|      | Périclès et Verdi. La philosophie de François Châtelet, Paris: Éditions de Minuit, 1988, 27 pp. | Pericle e Verdi, trad. di Antonella Moscati, Napoli: Cronopio, 1996, 29 pp. (con premessa di Antonella Moscati) |  |
|      | Foucault, historien du present, in Magazine littéraire, n. 257, septembre 1988, pp. 51-52; poi come "Qu'est-ce qu'un dispositif?" (1989) | |  |
|      | (con Raymond Bellour e François Ewald), Signes et événements [intervista], in Magazine littéraire, n. 257, septembre 1988, pp. 16-25; come "Sur la philosophie", in Pourparlers 1972-1990 (1990), pp. 185-212 | Segni ed eventi. Da Hume a Leibniz, del ritornello alla piega, dalla psicoanalisi al cinema, l'itinerario di un filosofo nomade, Bologna: A/traverso, 1989, 44 pp.; Segni ed eventi, trad. di H. Giuli, in Salvo Vaccaro (a cura di), Il secolo deleuziano, Verona: Ombre corte, 1996, pp. 23-41; n. ed. Milano: Mimesis, 1997; Sulla filosofia, in Pourparler (2000), pp. 180-206 |  |
|      | Un critère pour le baroque, in Chimères, n. 5/6, 1988, pp. 3-9; estratto da Le Pli. Leibniz et le Baroque (1988) | |  |
|      | A Philosophical Concept..., trad. di Julien Deleuze, in Topoi, vol. 7, n. 2, September 1988, pp. 111-12; in Eduardo Cadava (a cura di), Who Comes After the Subject?, New York: Routledge, 1991 | |  |
|      | (con Robert Maggiori) La pensée mise en plis [intervista], in Libération, 22 septembre 1988, pp. I-III; Sur Leibniz, in Pourparlers 1972-1990 (1990), pp. 213-22 | Su Leibniz, in aut aut, n. 254-255, marzo-giugno 1993, pp. 125-31; Conversazione su Leibniz, in Pourparler (2000), pp. 207-16 |  |
|      | Les pierres, in Al Karmel, n. 29, 1988, pp. 27-28; in Deux régimes de fous (2003) | Le pietre, in Due regimi di folli (2010), pp. 274-75 |  |
|      | trad. in arabo di Wherever They Can See It, in al-Karmel, n. 29, 1988, pp. 27-28; trad. in inglese Mustapha Kamal, in Discourse, vol. 20, n. 3, Fall 1998, pp. 34-35 | |  |
|      | Qu'est-ce qu'un dispositif? e successiva discussione, in Michel Foucault philosophe (Rencontre internationale, Paris 9-11 janvier 1988), Paris: Éditions du Seuil, 1989, pp. 185-95; in Deux régimes de fous (2003) | Che cos'è un dispositivo?, trad. di Antonella Moscati, Napoli: Cronopio, 2007. 42 pp.; in Due regimi di folli (2010), pp. 279-87 |  |
| 1989 | Preface to the English Edition, trad. di Hugh Tomlinson e Robert Galeta, in Cinema 2: The Time-Image, Minneapolis: University of Minnesota Press, 1989, pp. XI-XII; Préface pour l'édition américaine de "L'Image-temps", in Deux régimes de fous (2003) | Prefazione all'ed. americana di "Immagine-tempo", in Due regimi di folli (2010), pp. 291-93 |  |
|      | Postface: Bartleby, ou la formule, in Herman Melville, Bartleby, Les Îles enchantées, Le Campanile, Paris: Flammarion, 1989, pp. 171-208; rivisto in Critique et clinique (1993) | Bartleby o la formula, trad. di Stefano Verdicchio, in Gilles Deleuze e Giorgio Agamben, Bartleby. La formula della creazione, Macerata: Quodlibet, 1993, pp. 7-45; Bartleby o la formula, in Critica e clinica (1996), pp. 93-118 |  |
|      | Les trois cercles de Rivette, in Cahiers du cinéma, n. 416, fevrier 1989, pp. 18-19; in Deux régimes de fous (2003) | I tre cerchi di Rivette, in Due regimi di folli (2010), pp. 294-97 |  |
|      | Re-présentation de Masoch, in Libération 18 mai 1989, p. 30; poi rivisto in Critique et clinique (1993) | Ri-presentazione di Masoch, in Critica e clinica (1996), pp. 75-78 |  |
|      | Gilles Deleuze craint l'engrenage, in Libération 26 août 1989; in Deux régimes de fous (2003) | L'ingranaggio, in Due regimi di folli (2010), pp. 298-99 |  |
|      | Lettre à Réda Bensmaïa, in Lendemains, vol. XIV, n. 53, 1989, p. 9; Lettre à Réda Bensmaïa sur Spinoza, in Pourparlers 1972-1990 (1990), pp. 223-25 | Lettera a Réda Bensmaïa su Spinoza, in Pourparler (2000), pp. 217-19 |  |
|      | | Lettera a Gian Marco Montesano, in Gilles Deleuze, Achille Bonito Oliva e Toni Negri, Gian Marco Montesano: guardando il cielo 21 giugno 1989, Roma: Monti Associazione Culturale, 1989 |  |
|      | Réponse à une question sur le sujet, in Cahiers confrontation n. 20, 1989, pp. 89-90; in Deux régimes de fous (2003) | Risposta a una domanda sul soggetto, in Due regimi di folli (2010), pp. 288-90 |  |
| 1990 | (con Toni Negri) Le devenir révolutionnaire et les créations politiques [intervista], in Futur antérieur, n. 1, printemps 1990, pp. 100-08; Contrôle et devenir, in Pourparlers 1972-1990 (1990), pp. 229-39 | Controllo e divenire, in Pourparler (2000), pp. 223-33 |  |
|      | Post-scriptum sur les sociétés de contrôle, in L'autre journal, n. 1, mai 1990; in Pourparlers 1972-1990 (1990), pp. 240-47 | Talpe e serpenti, trad. parziale in Il manifesto, 7 novembre 1995; come La società del controllo, in Derive/Approdi, n. 9-10, 1996; in Pourparlers 1972-1990 (1990); Poscritto sulle società di controllo, in Pourparler (2000), pp. 234-41 |  |
|      | Pourparlers 1972-1990, Paris: Éditions de Minuit, 1990, 249 pp.; n. éd. 2003 | Pourparler, trad. di Stefano Verdicchio, Macerata: Quidlibet, 2000, 256 pp. |  |
|      | Lettera citata dall'introduzione del traduttore (Martin Joughin), in Gilles Deleuze, Expressionism in Philosophy: Spinoza, New York: Zone Books, 1990, p. 11 | |  |
|      | Les Conditions de la question: qu'est-ce que la philosophie?, in Chimères, n. 8, mai 1990, pp. 123-32; rivisto in Qu'est-ce que la philosophie? (1991); trad. in Salvo Vaccaro (a cura di), Il secolo deleuziano, Milano: Mimesis, 1997, pp. 13-22 | |  |
|      | Lettre-préface, in Mireille Buydens, Sahara. L'esthétique de Gilles Deleuze, Paris: Vrin, 1990, p. 5 | |  |
|      | (con Pierre Bourdieu, Jérôme Lindon e Pierre Vidal-Naquet), Adresse au gouvernement français, in Libération 5 septembre 1990, p. 6 | |  |
|      | Avoir une idée en cinéma: à propos du cinéma des Straub-Huillet, in Jean-Marie Straub e Danièle Huillet, Hölderlin, Cézanne, Lédignan: Antigone, 1990, pp. 65-77 [estratto dalla conferenza agli studenti di FEMIS trasmessa su Océaniques e trascritta da Charles Tesson] | |  |
| 1991 | A Return to Bergson, postfazione a Bergsonism, trad. di Hugh Tomlinson, New York: Zone, 1991, pp. 115-18; Postface pour l'édition américaine: "Un retour à Bergson", in Deux régimes de fous (2003) | Un ritorno a Bergson, trad. di Deborah Borca, in Il bergsonismo e altri saggi, Torino: Einaudi, 2001; Postfazione all'ed. americana di "Un ritorno a Bergson", in Due regimi di folli (2010), pp. 276-78 |  |
|      | Preface to the English-language Edition, trad. di Constantin V. Boundas, in Empiricism and Subjectivity: An Essay on Hume's Theory of Human Nature, New York: Columbia University Press, 1991, pp. IX-X; Préface pour l'édition américaine de "Empirisme et subjectivité", in Deux régimes de fous (2003) | Prefazione all'ed. americana di "Empirismo e soggettività", in Due regimi di folli (2010), pp. 303-04 |  |
|      | Préface, in Éric Alliez, Les Temps capitaux, tome I: Récits de la conquête du temps, Paris: Éditions du Cerf, 1991, pp. 7-9; in Deux régimes de fous (2003) | Prefazione: le andature del tempo, in Due regimi di folli (2010), pp. 309-11 |  |
|      | Préface: une nouvelle stylistique, in Deux régimes de fous (2003) | Prefazione: una nuova stilistica, in Giorgio Passerone, La linea astratta. Pragmatica dello stile, Milano: Angelo Guerini, 1991, pp. 9-13; in Due regimi di folli (2010), pp. 305-08 |  |
|      | (con René Scherer), La guerre immonde, in Libération, 4 mars 1991, p. 11; in Deux régimes de fous (2003) | La guerra immonda, in Due regimi di folli (2010), pp. 312-13 |  |
|      | (con Félix Guattari), Qu'est-ce que la philosophie?, Paris: Éditions de Minuit, 1991, 206 pp. [le pp. 106-08 ristampate come Péguy, Nietzsche, Foucault in Amitié Charles Péguy: Bulletin d'informations et de recherches, vol. 15, n. 57, janvier-mars 1992, pp. 53-55] | Che cos'è la filosofia?, trad. di Angela De Lorenzis, Torino: Einaudi, 1996, XXI-248 pp. (con una nota di Carlo Arcuri) |  |
|      | (con Félix Guattari e Robert Maggiori), Secret de fabrication. Deleuze-Guattari: nous deux [intervista], in Libération 12 septembre 1991, pp. 17-19; in Robert Maggiori, La Philosophie au jour le jour, Paris: Flammarion, 1994, pp. 374-81 | |  |
|      | (con Félix Guattari e Didier Eribon), Nous avons inventé la ritornelle [intervista], in Le Nouvel Observateur, 12-18 septembre 1991, pp. 109-10; in Deux régimes de fous (2003) | Abbiamo inventato il ritornello, in Due regimi di folli (2010), pp. 314-17 |  |
| 1992 | Mystère d'Ariane, in Magazine littéraire, n. 298, aprile 1992, pp. 20-24 [nuova versione rispetto al 1963] | |  |
|      | Remarques, in risposta al saggio su Deleuze e Jacques Derrida di Eric Alliez e Francis Wolff in Barbara Cassin (a cura di), Nos Grecs et leurs modernes. Les Stratégies contemporaines d'appropriation de l'Antiquité, Paris: Seuil, 1992, pp. 249-50; poi rivisto in Critique et clinique (1993) | Platone, i greci, in Critica e clinica (1996), pp. 177-78 |  |
|      | (con Samuel Beckett), Quad et autre pièces pour la télévision, suivi de L'Épuisé, Paris: Editions de Minuit, 1992 [contiene quattro pièce di Beckett e "L'Épuisé" di Deleuze, pp. 55-106] | L'esausto, trad. di Ginevra Bompiani, Napoli: Cronopio, 1999, 63 pp.; n. ed. ivi, 2005; n. ed. Roma: nottetempo, 2015, 92 pp. (con un testo di Giorgio Agamben) |  |
| 1993 | Lettera su Michel Foucault citata in James Miller, The Passion of Michel Foucault, New York: Simon & Schuster, 1993, p. 298 | |  |
|      | The Deleuze Reader, a cura di Constantin V. Boundas, New York: Columbia University Press, 1993 | |  |
|      | Pour Félix, in Chimères, n. 18, hiver 1992-93, pp. 209-10 [sulla morte di Guattari]; in Deux régimes de fous (2003) | Per Félix, in Due regimi di folli (2010), pp. 318-19 |  |
|      | Lettre-préface, in Jean-Clet Martin, Variations: La Philosophie de Gilles Deleuze, Paris: Payot, 1993, pp. 7-9; in Deux régimes de fous (2003) | Lettera-prefazione a Jean-Clet Martin, in Due regimi di folli (2010), pp. 300-02 |  |
|      | Critique et clinique, Paris: Editions de Minuit, 1993, 187 pp. | Critica e clinica, trad. Alberto Panaro, Milano: Raffaello Cortina, 1996, 195 pp. |  |
|      | La littérature et la vie, in Critique et clinique (1993) | La letteratura e la vita, in Critica e clinica (1996), pp. 13-19 |  |
|      | Lewis Carroll, in Critique et clinique (1993) | Lewis Carroll, in Critica e clinica (1996), pp 37-38 |  |
|      | Whitman, in Critique et clinique (1993) | Whitman, in Critica e clinica (1996), pp. 79-84 |  |
|      | Ce que les enfants disent, in Critique et clinique (1993), pp. 81-88 | Quel che dicono i bambini, in Critica e clinica (1996), pp. 85-92 |  |
|      | Un précurseur méconnu de Heidegger, Alfred Jarry, in Critique et clinique (1993) | Un precursore misconosciuto di Heidegger, Alfred Jarry, in Critica e clinica (1996), pp. 119-29 |  |
|      | Bégaya-t-il..., in Critique et clinique (1993) | Balbettò, in Critica e clinica (1996), pp. 141-49 |  |
|      | La honte et la gloire: T.E. Lawrence, in Critique et clinique (1993) | La vergogna e la gloria: T.E. Lawrence, in Critica e clinica (1996), pp. 151-64 |  |
|      | Pour en finir avec le jugement, in Critique et clinique (1993) | Per farla finita con il giudizio, in Critica e clinica (1996), pp. 165-76 |  |
|      | Spinoza et les trois "Éthiques", in Critique et clinique (1993) | Spinoza e le tre "etiche", in Critica e clinica (1996), pp. 179-93 |  |
| 1994 | Preface to the English Edition, trad. Paul Patton, in Difference and Repetition, New York: Columbia University Press, 1994, pp. XV-XVII; Préface à l'édition américaine de "Différence et répétition", in Deux régimes de fous (2003) | Prefazione all'ed. americana di "Differenza e ripetizione", in Due regimi di folli (2010), pp. 248-50 |  |
|      | | (con Félix Guattari, Marco Berisso, Aldo Bonomi, Pierre Dalla Vigna, Pino Tripodi, Tiziana Villani, Paul Virilio, Adelino Zanini), Geofilosofia. Il progetto nomade e la geografia dei saperi, trad. di Tiziana Villani, Milano: Mimesis ("Millepiani" n. 1), 1994, 155 pp. |  |
|      | "Sept dessins, in Chimères, n. 21, hiver 1994, pp. 13-20 [sette disegni, di cui cinque già pubblicati nel 1973] | |  |
|      | (con Ferdinand Alquié, Louis Guillermit e Alain Vinson) La chose en soi chez Kant, in Lettres Philosophiques, n. 7, 1994, pp. 30-46 [lettere di Deleuze, Alquié e Guillermit a Vinson nel 1964] | |  |
|      | Désir et plaisir [su La Volonté de savoir di Foucault], in Magazine littéraire, n. 325, octobre 1994, pp. 59-65 [testo del 1977]; in Deux régimes de fous (2003) | Desiderio e piacere, in Futuro Anteriore, n. 1, 1995; in Due regimi di folli (2010), pp. 94-103 |  |
| 1995 | L'Immanence. Une vie..., in Philosophie, n. 47, 1 septembre 1995: Gilles Deleuze, pp. 3-7; in Deux régimes de fous (2003) | L'immanenza: una vita..., in aut aut, n. 271-272, 1995, pp. 4-7; in Immanenza, Milano: Mimesis, 2010, 45 pp.; in Due regimi di folli (2010), pp. 320-24 |  |
|      | (con Didier Eribon) Le "Je me souviens" de Gilles Deleuze [intervista], in Le Nouvel Observateur, 16-22 novembre 1995, pp. 50-51 | Mi ricordo, trad. di L. Cremonesi, in Alain Badiou, Oltre l'uno e il molteplice. Pensare (con) Gilles Deleuze, Verona: Ombre corte, 2007, pp. 111-16 |  |
|      | Extrait du dernier texte écrit par Gilles Deleuze, in Cahiers du cinéma, n. 497, décembre 1995, p. 28; in appendice all'ed. tascabile di Deleuze e Claire Parnet, Dialogues, Paris: Flammarion, 1996, pp. 177-85 | |  |
|      | L'actuel et le virtuel I e II, in Deleuze e Claire Parnet, Dialogues, Paris: Flammarion, 1996, pp. 177-85 | L'attuale e il virtuale, trad. di Raoul Kirchmayr, "in aut aut, n. 276, 1996, pp. 26-29 |  |
|      | | La festa di avere un'idea, in Filmcritica, n. 459-460, novembre-dicembre 1995: "La Nebbiosa" di Pier Paolo Pasolini |  |
| 1996 | (con Claire Parnet e Pierre-André Boutang) L'Abécédaire de Gilles Deleuze, Paris: Éditions Montparnasse (VHS), 1996; ivi, 2004 (DVD): 1: De A à F (durata 139'), 2: De G à M (durata 160'), 3: De N à Z (durata 145') [documentario girato nel 1988-89, trasmesso da Arté nel 1995] ["A comme Animal", "B comme Boisson", "C comme Culture", "D comme Désir", "E comme Enfance", "F comme Fidélité", "G comme Gauche", "H comme Histoire de la philosophie", "I comme Idée", "J comme Joie", "K comme Kant", "L comme Literature", "M comme Maladie", "N comme Neurologie", "O comme Opéra", "P comme Professeur", "Q comme Question," "R comme Résistance", "S comme Style", "T comme Tennis", "U comme Un", "V comme Voyage", "W comme Wittgenstein", "X et Y comme Inconnues", "Z comme Zigzag"] | Gilles Deleuze ABeCedario: film intervista in 3 DVD, Roma: Derive Approdi, 2010-14 (con Gilles Deleuze: frammenti di un'opera, a cura di David Lapoujade, 31 pp.) |  |
|      | Citazioni di lettere all'autore, in Arnaud Villani, Méthode et théorie dans l'oeuvre de Gilles Deleuze, in Les Temps Modernes, n. 586, janvier-février 1996, pp. 149 e 151-152 [lettere datate 17 agosto 1984 e 29 dicembre 1986] | |  |
|      | Citazioni di lettere all'autore, in René Scherer, Retour sur et à Deleuze, un ton d'amitié, in Liberation, 8 mars 1996, p. 5 | |  |
|      | Citazioni da una lettera all'autore, in Philip Goodchild, Gilles Deleuze and the Question of Philosophy, Madison: Fairleigh Dickinson University Press, 1996, p. 185, nota 8 [lettera datata febbraio 1993] | |  |
|      | Le Dire du Narcisse médiocre e Les Dires du Mime [poesie], in Critique, n. 591-592, août-sept. 1996, pp. 699-700 [da Dires et profils, 1946, pp. 74-75] | |  |
|      | | Divenire molteplice. Saggi su Nietzsche e Foucault, trad. di Ubaldo Fadini, Verona: Ombre corte, 1996, XXXIX-75 pp. (con introduzione di Ubaldo Fadini); n. ed. Divenire molteplice. Nietzsche, Foucault ed altri intercessori, ivi, 1999, XIX-137 pp. [antologia] |  |
|      | | (con Nanni Balestrini, Rosi Braidotti, Catherine Clément, Pierre Dalla Vigna, Roberto De Gaetano, Ubaldo Fadini, Tiziana Villani, Adelino Zanini) Felicità nel divenire. Nomadismo, una vita, Milano: Mimesis ("Millepiani" n. 8), 1996, 132 pp. |  |
|      | | (con Félix Guattari), Nomadologia. Pensieri per il mondo che verrà, Roma: Castelvecchi, 1996, 131 pp. [estratti da Mille plateaux] |  |
| 1997 | (con Jacqueline Duhême), L'Oiseau philosophie, Paris: Éditions du Seuil, 1997 [libro per bambini con citazioni da Dialogues e Qu'est-ce que la philosophie?; la prefazione di Martine Laffon include una citazione di una lettera da Deleuze a Duhême] | L'uccello filosofia, Azzano San Paolo: Junior, 2010, 40 pp. (con presentazione di Paolo Perticari) |  |
|      | | (con Pierre Klossowski, Pierre Dalla Vigna, Ubaldo Fadini, Teresa Macrì, Mario Neve, Tiziana Villani, Adelino Zanini), Simulacri e filosofia. Maschere, segni eventi nella polis contemporanea, Milano: Mimesis ("Millepiani" n. 12), 1997, 148 pp. |  |
|      | Citazione di una lettera all'autore, in Timothy S. Murphy, Wising Up the Marks: The Amodern William Burroughs, Berkeley: University of California Press, 1997, p. 7 [lettera datata 26 marzo 1991] | |  |
|      | Sur la musique (Cours de Vincennes, 8 mars 1977)", in Nomad's Land, n. 2, automne-hiver 1997, pp. 5-20 | |  |
|      | Vincennes Seminar Session, May 3, 1977: On Music, trad. di Timothy S. Murphy, in Discourse, vol. 20, n. 3, Fall 1998, pp. 205-18 | |  |
|      | Alain Badiou, Deleuze: "La clameur de l'Être". Essai suivi d'un choix de textes de Gilles Deleuze, Paris: Hachette, 1997, 184 pp. | |  |
| 1998 | | (con Félix Guattari, Franco Berardi Bifo, Mario Coglitore, Marco De Dominicis, Attila Faravelli, Gisella Gisolo, Numa Murard, Susan Petrilli, Augusto Ponzio, Tiziana Villani, Fabio Zucchella), Droghe e suoni. Paesaggi musicali e paesaggi della dipendenza, Milano: Mimesis ("Millepiani" n. 13), 1998, 156 pp. [antologia] |  |
| 1999 | | (con Luisella Feroldi, Tiziana Villani e altri), La passione dell'immaginazione. L'idea della genesi nell'estetica di Kant, Milano: Mimesis, 2000 |  |
| 2000 | | (con Jean Baudrillard, Gianluca Bonaiuti, Girolamo De Michele, Fabrizio Desideri, Ubaldo Fadini, Arnold Gehelen, Roberto Gelini, Patrizia Mello, Gaspare Polizzi, Katia Rossi, Adam Schaff, Tiziana Villani) Tecnofilosofia. Per una nuova antropologia filosofica, Milano: Mimesis ("Millepiani" n. 17-18), 2000, 186 pp. |  |
| 2002 | L'Île desert et autres textes. Textes et entretiens 1953-1974, a cura di David Lapoujade, Paris: Éditions de Minuit, 2002, 416 pp. | L'isola deserta e altri scritti. Testi e interviste 1953-1974, trad. di Deborah Borca, Torino: Einaudi, 2007, XVII-380 pp. (con introduzione di Pier Aldo Rovatti e prefazione di David Lapoujade) |  |
|      | Causes et raisons des îles désertes, in L'Île déserte et autres textes (2002) | Cause e ragioni delle isole deserte, in L'isola deserta e altri scritti (2007), pp. 3-9 |  |
|      | En créant la pataphysique Jarry a ouvert la voie à la phénoménologie, in L'Île déserte et autres textes (2002) | Creando la patafisica Jarry ha aperto la strada alla fenomenologia, in L'isola deserta e altri scritti (2007), pp. 91-94 |  |
|      | Sur Nietzsche et l'image de la pensée, in L'Île déserte et autres textes (2002) | Nietzsche e l'immagine del pensiero, in L'isola deserta e altri scritti (2007), pp. 167-76 |  |
|      | (con Félix Guattari), Sur le capitalisme et le désir, in L'Île déserte et autres textes (2002) | Sul capitalismo e il desiderio, in L'isola deserta e altri scritti (2007), pp. 332-47 |  |
| 2003 | Deux régimes de fous. Textes et entretiens 1975-1995, a cura di David Lapoujade, Paris: Éditions de Minuit, 2003, 383 pp. | Due regimi di folli. Testi e interviste 1975-1995, trad. di Deborah Borca, Torino: Einaudi, 2010, XVII-338 pp. (con introduzione di Pier Aldo Rovatti e prefazione di David Lapoujade) |  |
|      | Correspondance avec Dionys Mascolo [23 aprile-6 ottobre 1988], in Deux régimes de fous (2003) | Corrispondenza con Dionys Mascolo, in Due regimi di folli (2010), pp. 269-73 |  |
|      | Robert Sasso e Arnaud Villani (a cura di), Le vocabulaire de Gilles Deleuze, n. speciale di Les cahiers de Noesis, n. 3, printemps 2003, 376 pp. | |  |
| 2004 | | (con Søren Kierkegaard, R. Callegari, Sophie Body-Gendrot, M. Dotti, Dominique Duprez, Ubaldo Fadini, V.M. Gallucci, F. Galluzzi, Patrizia Mello, Thierry Paquot, Susan Petrilli, Augusto Ponzio, S. Righetti, Tiziana Villani) Spazi nomadi. Figure e forme dell'etica contemporanea, Milano: Mimesis ("Millepiani" n. 28), 2004, 224 pp. |  |
|      | | Fuori dai cardini del tempo. Lezioni su Kant, a cura di Sandro Palazzo, Milano: Mimesis, 2004, 132 pp. |  |
|      | | Macchine desideranti. Su capitalismo e schizofrenia, a cura di Ubaldo Fadini, Verona: Ombre corte, 2004, 126 pp. |  |
| 2006 | Cinéma, cofanetto di 6 cd (A voix haute. Une collection d'œuvres orales inedites), Paris: Gallimard, 2006 [1-2. L'intuition Bergson (durata 60' e 54'), 3-4: De la philosophie au cinéma (durata 51' e 56'), 5-6: Du cinéma à la philosophie (durata 58' e 63')] | |  |
| 2007 | | Cosa può un corpo? Lezioni su Spinoza, a cura di Aldo Pardi, Verona: Ombre corte, 2007, 206 pp. |  |
| 2009 | | (con Tiziana Villani, Ubaldo Fadini e altri) Il fuori della filosofia. Crisi di senso, vero dire e umorismo, Milano: Mimesis ("Millepiani" n. 35), 2009, 172 pp. [antologia] |  |
| 2010 | | Da Cristo alla borghesia e altri scritti. Saggi, recensioni, lezioni 1945-1957, a cura di Giuseppe Bianco e Fabio Treppiedi, Milano: Mimesis, 2010 [antologia] |  |
| 2012 | | (con Félix Guattari), Macchine desideranti. Capitalismo e schizofrenia, Verona: Ombre corte, 2012 (con due commenti di Jacques Donzelot e Jean-Francois Lyotard e introduzione di Ubaldo Fadini), 157 pp. |  |
| 2014 | | Corso su Michel Foucault (1985-1986), 1: Il sapere, trad. di Lorenzo Feltrin, Verona: Ombre corte, 2014, 269 pp. (con introduzione di Massimiliano Guareschi) |  |
| 2015 | Lettres et autres textes, a cura di David Lapoujade, Paris: Éditions de Minuit, 2015, 314 pp. | Lettere e altri testi, trad. di Andrea Franzoni, Macerata: Giometti e Antonello, 2021, 314 pp. |  |
|      | (con Félix Guattari e Raymond Bellor) Entretien sur L'Anti-Œdipe [intervista], in Lettres et autres textes (2015) | Conversazioni sull'"Anti-Edipo", in Lettere e altri testi (2021), pp. 217-60 |  |
|      | Cours d'agrégation: Les dialogues sur la religion naturelle de Hume, in Lettres et autres textes (2015) | Corso per l'agrégation: I "Dialoghi sulla religione naturale" di Hume, in Lettere e altri testi (2021), pp. 203-12 |  |
|      | Lettres, in Lettres et autres textes (2015), pp. 15-100 [contiene lettere a Alain Vinson, Clément Rosset, François Châtelet, Jean Piel, Félix Guattari, Pierre Klossowski, Michel Foucault, Gherasim Luca, Arnaud Villani, Joseph Emmanuel Voeffray, Elias Sanbar, Jean-Clet Martin e André Bernold] | Lettere, in Lettere e altri testi (2021), pp. 15-110 |  |
| 2017 | | La fine degli intellettuali. Conversazioni con Gilles Deleuze, trad. di Luana Salvarani, Milano: Medusa, 2017, 87 pp. (con introduzione di Roberto Peverelli) |  |
| 2018 | [dal 7 gennaio al 14 aprile 1986] | Corso su Michel Foucault (1985-1986), 2. Il potere, Verona: Ombre corte, 2018, 388 pp. (con introduzione di Ubaldo Fadini) |  |
| 2020 | [dal 22 aprile al 20 maggio 1986] | Corso su Michel Foucault (1985-1986), 3. La soggettivazione, Verona: Ombre corte, 2020, 200 pp. (con introduzione di Girolamo De Michele) |  |
| 2023 | Sur la peinture, a cura di David Lapoujade, Paris: Éditions de Minuit, 2023, 352 pp. | Sulla pittura. Corso marzo-maggio 1981, trad. di Claudio D'Aurizio, Torino: Einaudi, 2024, 310 pp. |  |